# Get money
Get Money es el nombre del segundo álbum independiente del rapero mexicano C-Kan en colaboración con Pistolero. El álbum fue lanzado a principios del 2006. es el primer álbum que sacó bajo el nombre de C-Kan. De donde se desprenden los éxitos «Get Money», «Bestia» y «Gdl Boyz».

## Lista de canciones
| N.º   | Título                                  | Duración |  |
| 1.    | «Intro»                                 | 1:04     |  |
| 2.    | «The Real Dirty» (feat. Pistolero)      | 3:24     |  |
| 3.    | «Mi Clika» (feat. Pistolero)            | 2:36     |  |
| 4.    | «I'm Ready» (feat. Pistolero)           | 3:24     |  |
| 5.    | «Rimas y Negocio» (feat. Pistolero)     | 3:53     |  |
| 6.    | «Saber Amor» (feat. Pistolero)          | 3:27     |  |
| 7.    | «Because I'm A Ridha» (feat. Pistolero) | 4:14     |  |
| 8.    | «Bounce» (feat. Pistolero)              | 3:51     |  |
| 9.    | «Get Money» (feat. Pistolero)           | 3:22     |  |
| 10.   | «Da Finest» (feat. Pistolero)           | 3:52     |  |
| 11.   | «Stop Playing» (feat. Pistolero)        | 1:59     |  |
| 12.   | «Dubs Gdl» (feat. Pistolero)            | 2:42     |  |
| 13.   | «Big Low» (feat. Pistolero)             | 3:22     |  |
| 14.   | «Gdl. Boy» (feat. Pistolero)            | 3:08     |  |
| 15.   | «Tú Lo Sabes» (feat. Pistolero)         | 3:46     |  |
| 45:14 |                                         |          |  |